# Naka-ku (Hiroshima)
Pour les articles homonymes, voir Naka-ku.
Naka (中区, Naka-ku) est l'un des huit arrondissements de la ville d'Hiroshima au Japon. Il est situé au sud de la ville.

Position de l'arrondissement de Naka dans la ville d'Hiroshima.

En 2016, sa population est de 134 469 habitants pour une superficie de 15,32 km2, ce qui fait une densité de population de 8 780 hab./km2.

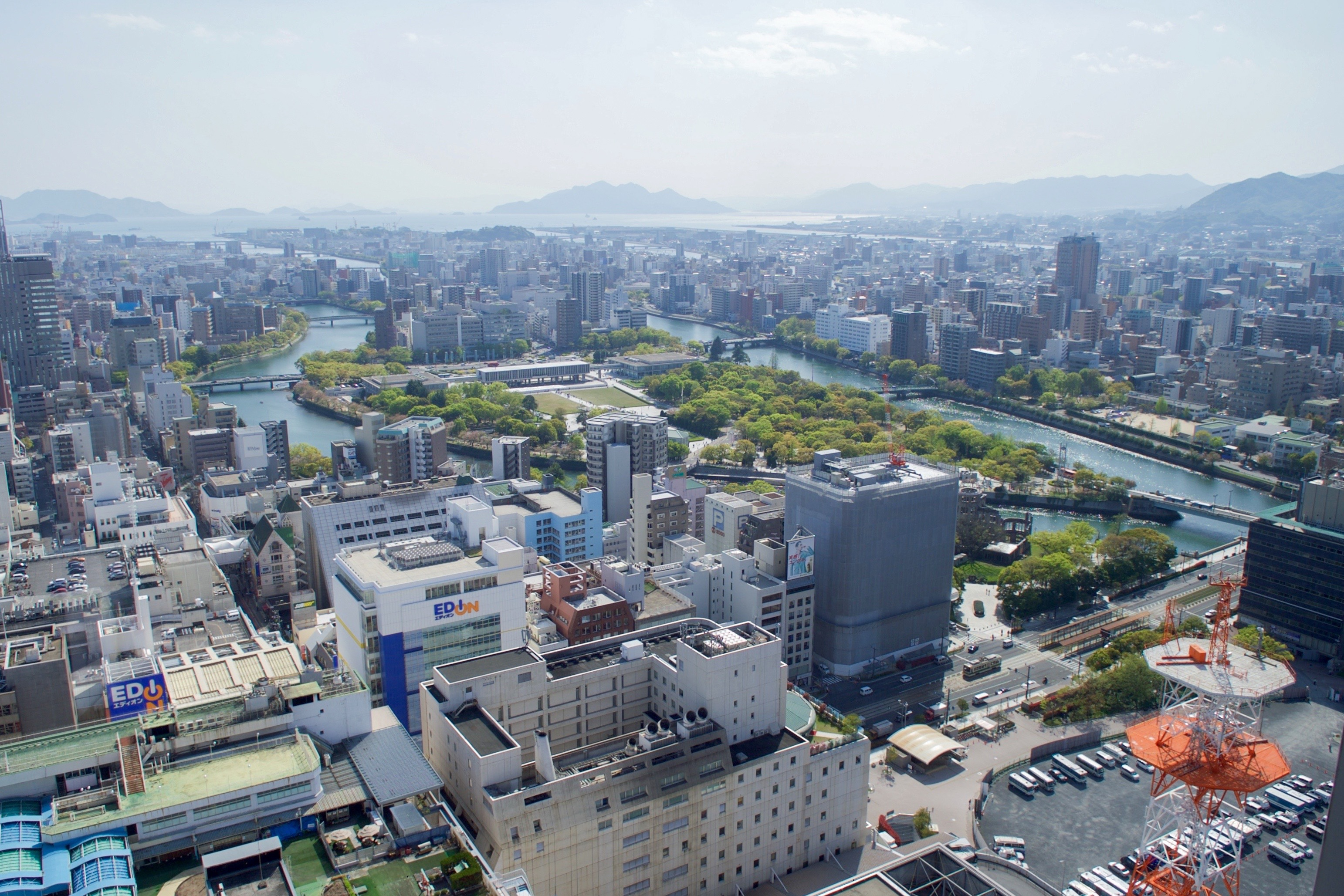
Vue de l'arrondissement avec le parc du Mémorial de la Paix de Hiroshima au centre.

## Histoire
L'arrondissement a été créé en 1980 lorsque Hiroshima est devenue une ville désignée par ordonnance gouvernementale.

## Lieux notables
- Dôme de Genbaku
- Parc du Mémorial de la Paix de Hiroshima
- Musée du mémorial de la Paix de Hiroshima
- Château de Hiroshima
- Shukkei-en
- Musée préfectoral d'art de Hiroshima

## Transport publics
L'arrondissement est desservi par la ligne Sanyō de la JR West, le tramway d'Hiroshima et la ligne Astram.